# Ramesch
Ramesch är en bergstopp i Österrike.   Den ligger i distriktet Kirchdorf och förbundslandet Oberösterreich, i den centrala delen av landet, 170 km väster om huvudstaden Wien. Toppen på Ramesch är 1 854 meter över havet. Ramesch ingår i Totes Gebirge.
Terrängen runt Ramesch är bergig västerut, men österut är den kuperad. Närmaste större samhälle är Liezen, 9,3 km söder om Ramesch. 
I omgivningarna runt Ramesch växer i huvudsak blandskog. Runt Ramesch är det ganska glesbefolkat, med 25 invånare per kvadratkilometer.